# Latendorf
Latendorf est une commune allemande du Schleswig-Holstein, située dans l'arrondissement de Segeberg (Kreis Segeberg), à dix kilomètres au sud-est de la ville de Neumünster. Latendorf est la commune la moins peuplée des six communes de l'Amt Boostedt-Rickling dont le siège est à Boostedt.